# بخش انداپا
بخش انداپا (به لاتین: Andapa District) یک منطقهٔ مسکونی در ماداگاسکار است که در ساوا (ماداگاسکار) واقع شده‌است.

## خصوصیات
بخش انداپا ۴٬۴۴۴ کیلومترمربع مساحت و ۱۴۷٬۷۷۲ نفر جمعیت دارد.